# Parakysis
Parakysis es un género de peces actinopeterigios de agua dulce, distribuidos por ríos de Asia.

## Especies
Existen seis especies reconocidas en este género:
- Parakysis anomalopteryx Roberts, 1989
- Parakysis grandis Ng y Lim, 1995
- Parakysis hystriculus Ng, 2009
- Parakysis longirostris Ng y Lim, 1995
- Parakysis notialis Ng y Kottelat, 2003
- Parakysis verrucosus Herre, 1940